# Insert Coin
Insert Coin foi um programa do AXN e do Animax sobre videojogos, apresentado por Filipa Brazona. Incluía um top 5, passatempos, análises e revisualizações. É um exclusivo AXN e Animax para Portugal e Espanha. Na versão espanhola era apresentado por Estela Giménez.
Insert Coin foi um dos projectos criados pelo AXN para Portugal assim como os programas Zappo e o Hollywood Boulevard, apresentado por Liliana Neves.